# Стійке
Стійке (до 1939 — Юдіндорф[джерело?]) — село в Україні, у Великоолександрівській селищній громаді Бериславського району Херсонської області. Населення становить 677 осіб.

## Населення

### Мовний склад
Рідна мова населення за даними перепису 2001 року:
| Мова       | Чисельність, осіб | Доля     |
| ---------- | ----------------- | -------- |
| Українська | 632               | 93,35 %  |
| Російська  | 28                | 4,14 %   |
| Молдовська | 13                | 1,92 %   |
| Інше       | 4                 | 0,59 %   |
| Разом      | 677               | 100,00 % |

## Історія
12 червня 2020 року, відповідно до Розпорядження Кабінету Міністрів України від № 726-р «Про визначення адміністративних центрів та затвердження територій територіальних громад Херсонської області», увійшло до складу Великоолександрівської селищної громади.
19 липня 2020 року, в результаті адміністративно-територіальної реформи та ліквідації  Великоолександрівського району увійшло до складу Бериславського району.

### Російське вторгнення в Україну (з 2022)
Cело тимчасово окуповане російськими військами 24 лютого 2022 року.
Звільнене Збройними силами України 10 листопада 2022 року в ході контрнаступу в Херсонській області.
19 вересня 2024 року Верховна Рада підтримала перейменування села Чкалове на Стійке. 26 вересня 2024 року перейменування набуло чинності.